# Thoman Burgkmair
Thoman Burgkmair lub Thomas Burgkmair, Mistrz Augsburskiej legendy św. Benedykta (ur. 1444/1446, zm. 1523/1525 Augsburg) – niemiecki malarz czynny w Augsburgu, ojciec Hansa Burgkmaira, teść Hansa Holbeina starszego.

## Życie i działalność artystyczna
Pierwsze wzmianki na temat malarza pochodzą z 1460 roku z ewidencji cechu malarzy w Augsburgu oraz z 1479 z publicznych dokumentów. Około 1460 roku był uczniem Johannesa Bämlera, pisarza, malarza miniatur oraz późniejszego drukarza książek w Augsburgu oraz Mistrza 1477. W 1469 roku ożenił się z córką rzeźbiarza. W 1472 roku gdy gildia nabyła dom na swoją siedzibę rozpoczął prowadzić dziennik, zapisując w nim wszystkie ważne wydarzenia cechu; był to pierwszy augsburskie "Malerbuch".